# Al-Fahaheel
Al-Fahaheel is een professionele voetbalclub uit Koeweit-Stad, Koeweit. De club werd opgericht in 1964 en komt in het seizoen 2014/15 uit in de Premier League van Koeweit. Al-Fahaheel is niet een van de succesvollere voetbalclubs van het land; het speelde het grootste deel van zijn bestaan in de Koeweitse tweede divisie, welke het viermaal won. In het seizoen 2013/14 eindigde de club op de veertiende en laatste plaats. In het Koeweitse voetbalbekertoernooi bereikte Fahaheel eenmaal de finale, in 1986. De eindstrijd werd gewonnen door Kazma SC met 3–0 te verslaan.

## Erelijst
- Koeweitse voetbalbeker (1)

1986
- Koeweitse tweede divisie (4)

1969/70, 1972/73, 1975/76, 2012/13

## Bekende (oud-)spelers
- Séïdou Barazé
- Mehdi Harb
- Tomislav Ivičić
- Mohammad Khair
- Moctar Ouédraogo